# Poleanî, Berezne
Poleanî (în ucraineană Поляни) este o comună în raionul Berezne, regiunea Rivne, Ucraina, formată numai din satul de reședință.

## Demografie
Componența lingvistică a comunei Poleanî
     Ucraineană (99,86%)
     Alte limbi (0,14%)
Conform recensământului din 2001, majoritatea populației comunei Poleanî era vorbitoare de ucraineană (99,86%), existând în minoritate și vorbitori de alte limbi.